# Montabard
Montabard település Franciaországban, Orne megyében. Lakosainak száma 284 fő (2022. január 1.). Montabard Bailleul, Brieux, Commeaux, Nécy, Occagnes és Rônai községekkel határos.

## Népesség
A település népességének változása:
| Lakosok száma | 295  | 291  | 298  | 286  | 283  | 283  | 284  | 282  | 284  |
|               | 2013 | 2015 | 2016 | 2017 | 2018 | 2019 | 2020 | 2021 | 2022 |